# Merzouga
Merzouga (arabisch مرزوقة; Zentralatlas-Tamazight ⵎⴰⵔⵣⵓⴳⴰ) ist ein kleiner Wüstenort mit etwa 500 Einwohnern in der Provinz Errachidia (Region Drâa-Tafilalet) im Südosten Marokkos.

## Lage und Klima
Merzouga liegt zu Füßen der Sanddünen des Erg Chebbi in einer Höhe von ungefähr 700 m. Der nächstgelegene größere Ort ist Erfoud (ungefähr 45 km weiter nördlich); Rissani liegt unwesentlich näher (etwa 40 km). Das Klima ist wüstenartig trocken; Regen (ca. 70 mm/Jahr) fällt überwiegend im Winterhalbjahr.

## Ortsbild
Der weitläufige Ort ist nahezu komplett in Lehmbauweise (Stampflehm) errichtet, wobei die meisten Bauten (Hotels, Restaurants, Geschäfte etc.) jüngeren Datums sind und erst in den Jahren nach 1980 erbaut wurden.

## Wirtschaft

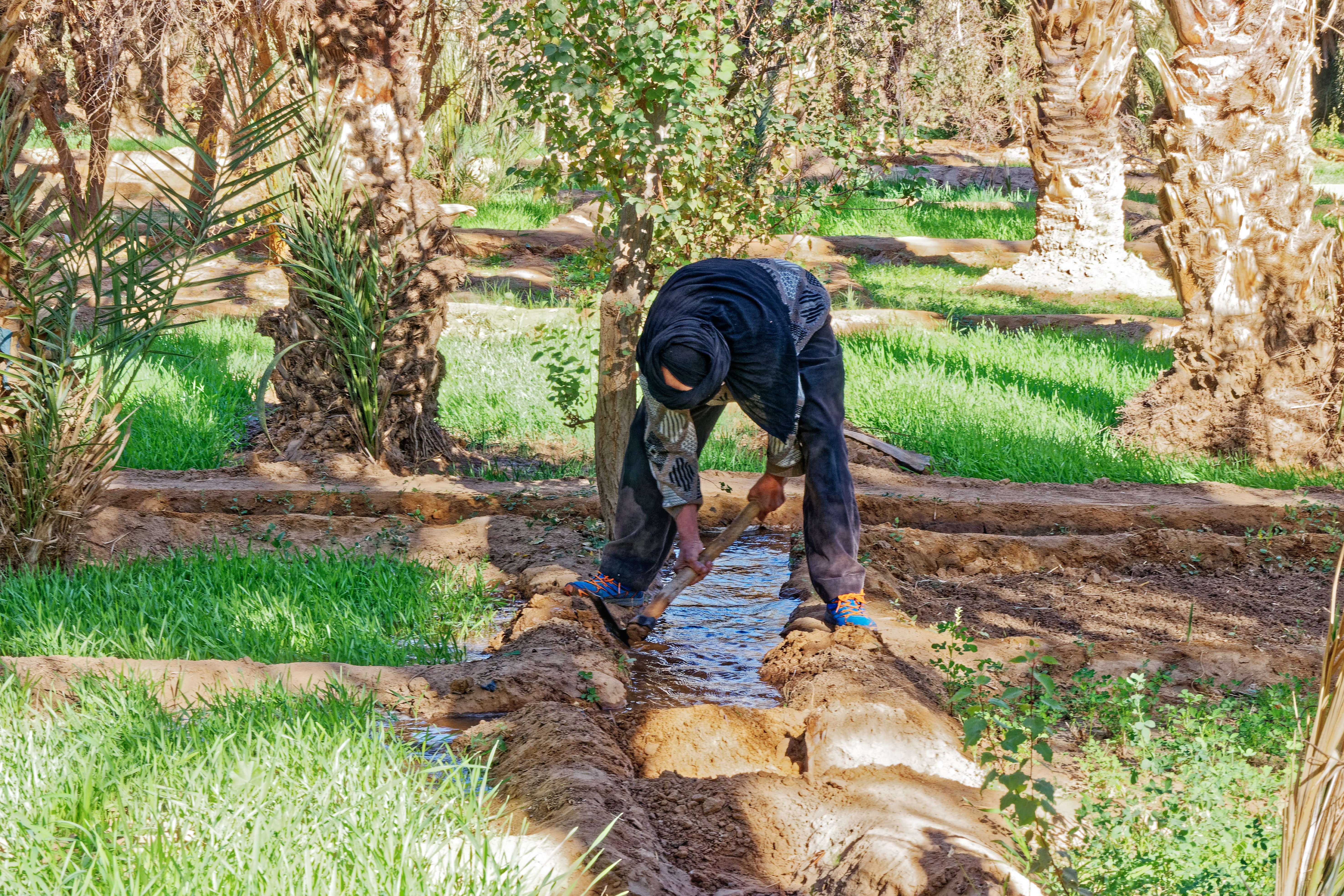
Ausbau des Bewässerungssystems in der Oase Igrane bei Hassilabied

Die Einwohner von Merzouga und anderer nahegelegener Dörfer (Tanamoust, Hassilabied u. a.) lebten jahrhundertelang vom Anbau von Getreide (Gerste) und Gemüse (Ackerbohnen etc.) auf ihren Oasenfeldern (Oasenwirtschaft). Die Felder wurden durch traditionelle unterirdische Bewässerungskanäle (foggaras oder khettaras) mit dem notwendigen Wasser versorgt, welches sich über Jahrhunderte in großen Depots unterhalb der Dünen gesammelt hat. Auch Viehwirtschaft war in geringen Umfang möglich, wobei die Tiere auch mit den Pflanzenabfällen gefüttert wurden.

## Tourismus
Traditionelles Dorfleben sucht man in Merzouga vergeblich; dagegen ist die touristische Infrastruktur gut ausgebaut: Einige größere Hotels haben sogar einen Pool. Die Hotels vermitteln – in Zusammenarbeit mit örtlichen Agenturen – ein- oder mehrtägige Wüstentrips mit Kamelen oder Jeeps.

## Umgebung

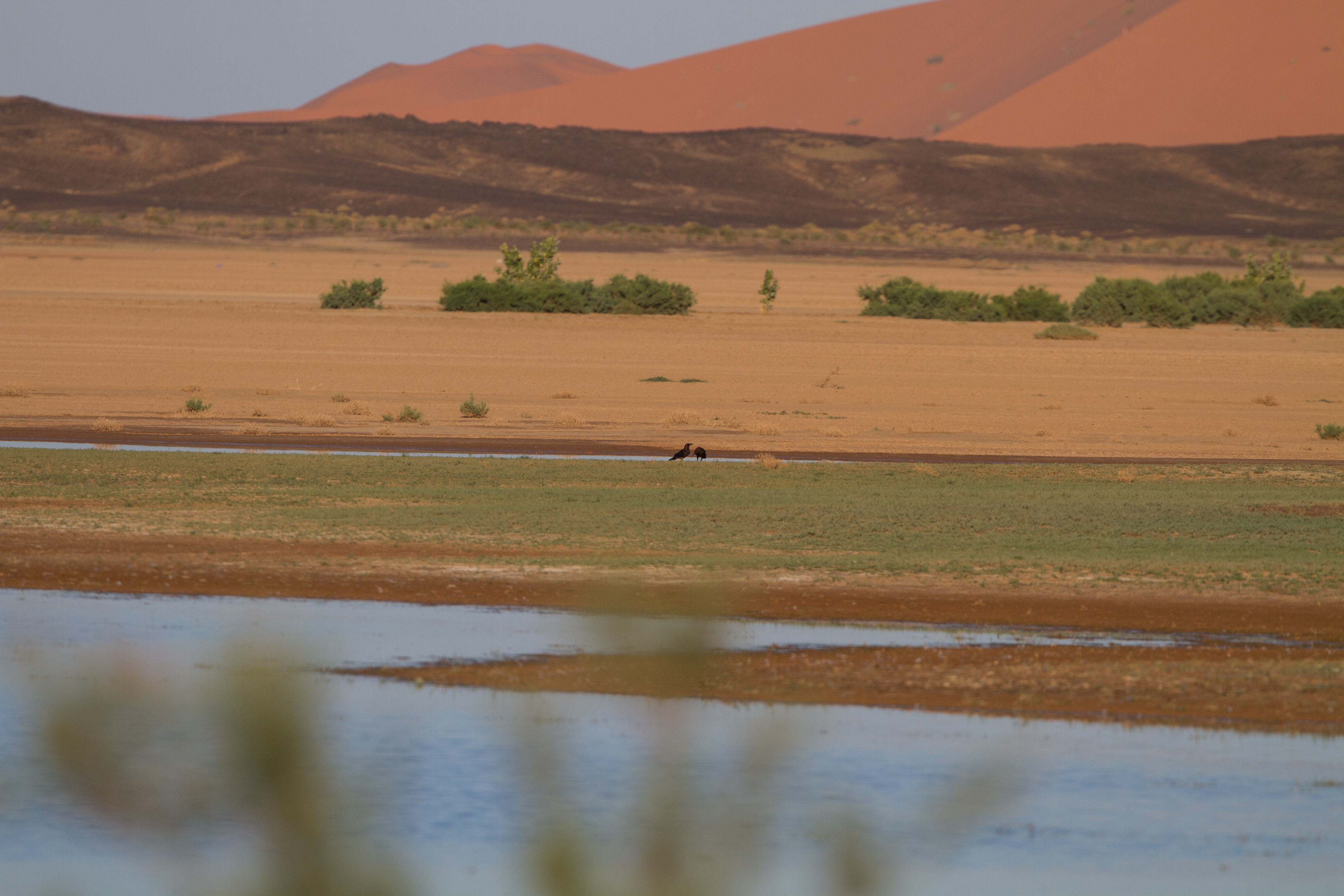
Der Dayet Srij im Jahr 2013

Die N 13 führt weiter zu der etwa 25 km entfernten und unmittelbar an der algerischen Grenze gelegenen Ortschaft Taouz. Hier finden sich Felszeichnungen und mehrere Steintumuli, über deren Alter und Funktion Unklarheit besteht.
Westlich von Merzouga bildet sich nach starken Regenfällen im Winter ein See, der Dayet Sri; binnen weniger Tage finden sich dann auch Flamingos ein.

## Starkregenereignisse
- Nach einem heftigen nächtlichen Unwetter in der Nacht vom 26. auf den 27. Mai 2006 richteten Überschwemmungen schwere Schäden an Gebäuden, Autos sowie am traditionellen Bewässerungssystem an. Die Flut machte viele Menschen obdachlos, drei fanden den Tod. Auch Tiere starben in ihren eingestürzten Stallungen.
- Im September 2024 kam es in Marokko zu einer besonderen Wetterlage in der, bedingt durch einen außertropischen Wirbelsturm als Tiefdrucksystem, feuchte Luftmassen vom Äquator in Richtung der Nordsahara gezogen wurden. In der Provinz Errachidia verursachten Extremniederschlagsereignisse (bis zu 200 mm/m²) Sturzfluten und Überschwemmungen, die wiederum massive Schäden an Gebäuden und Infrastruktur hinterließen. In der Region kamen mindestens 20 Menschen durch die Folgen ums Leben. Um den Erg Chebbi bildeten sich Anfang September bereits kleinere Seen, der Dayet Srij füllte sich bis zum 9. September mit Wasser und auch an den Grenzen des Ortes Merzouga kam es zu Überschwemmungen.[1][2][3][4]

## Sonstiges
Am 16. Dezember 2006 hielt Jean Michel Jarre in den Dünen vor Merzouga das Konzert Water for Life zugunsten der UNESCO, mit dem er sich für verantwortungsvolleren Umgang mit Trinkwasser einsetzte.

## Galerie

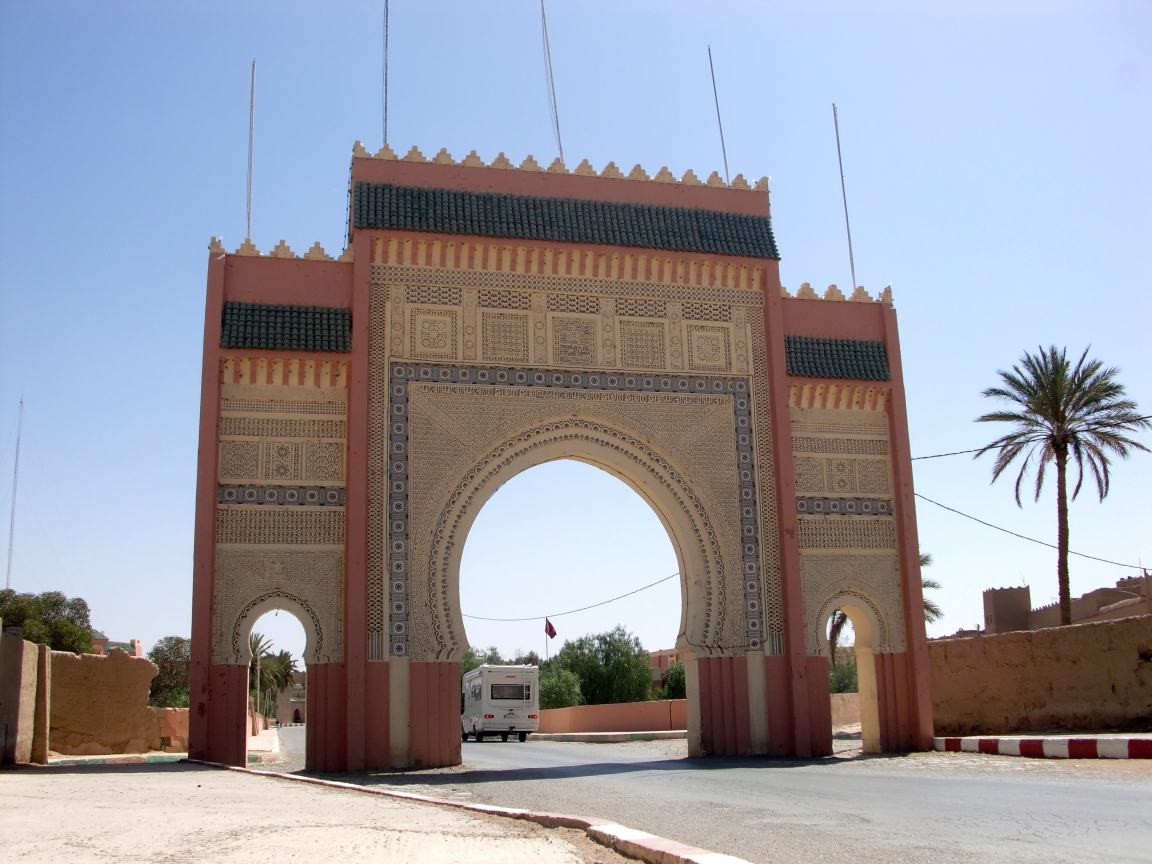
Stadttor
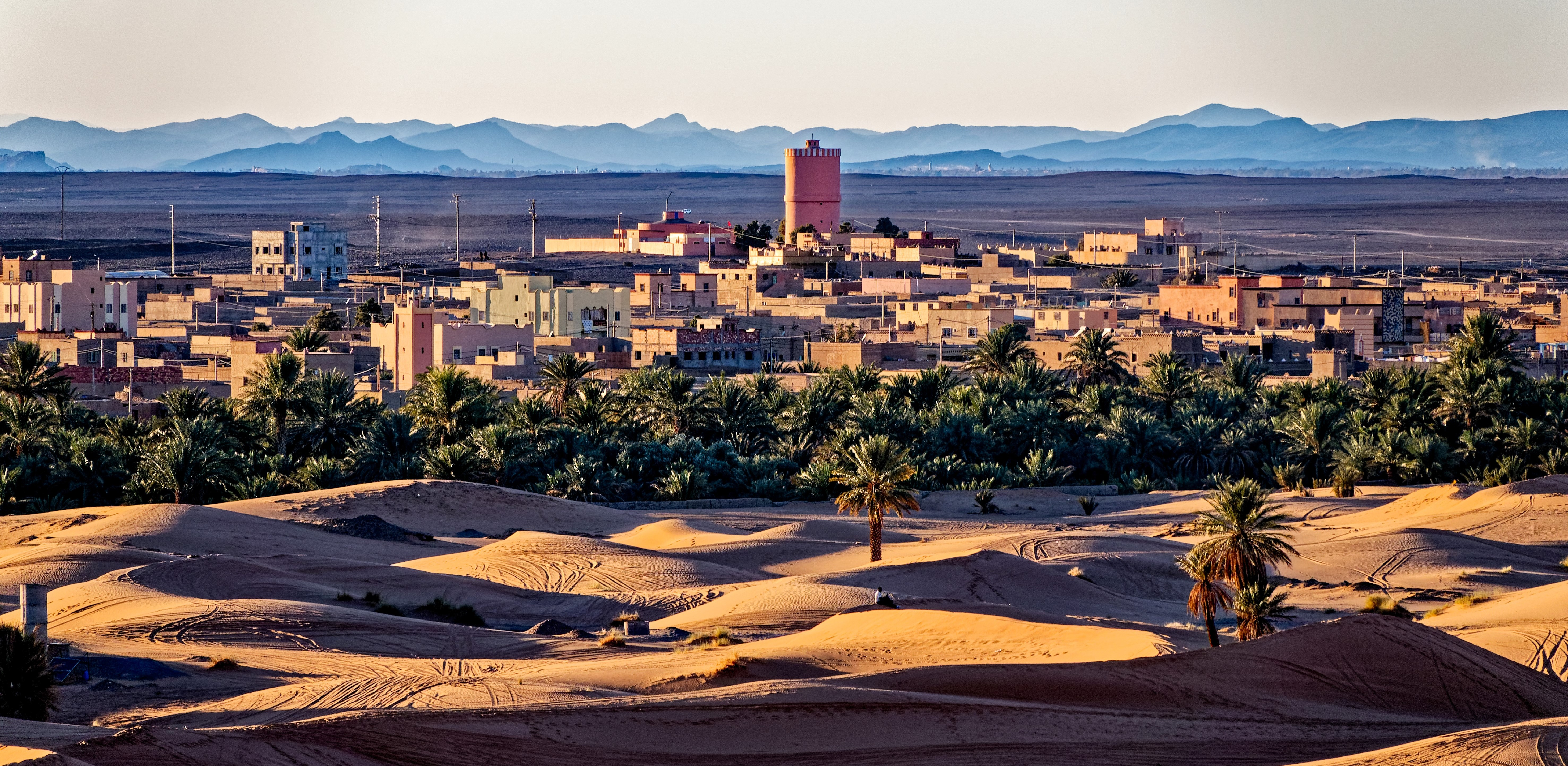
Silhouette des Nachbarortes Hassilabied
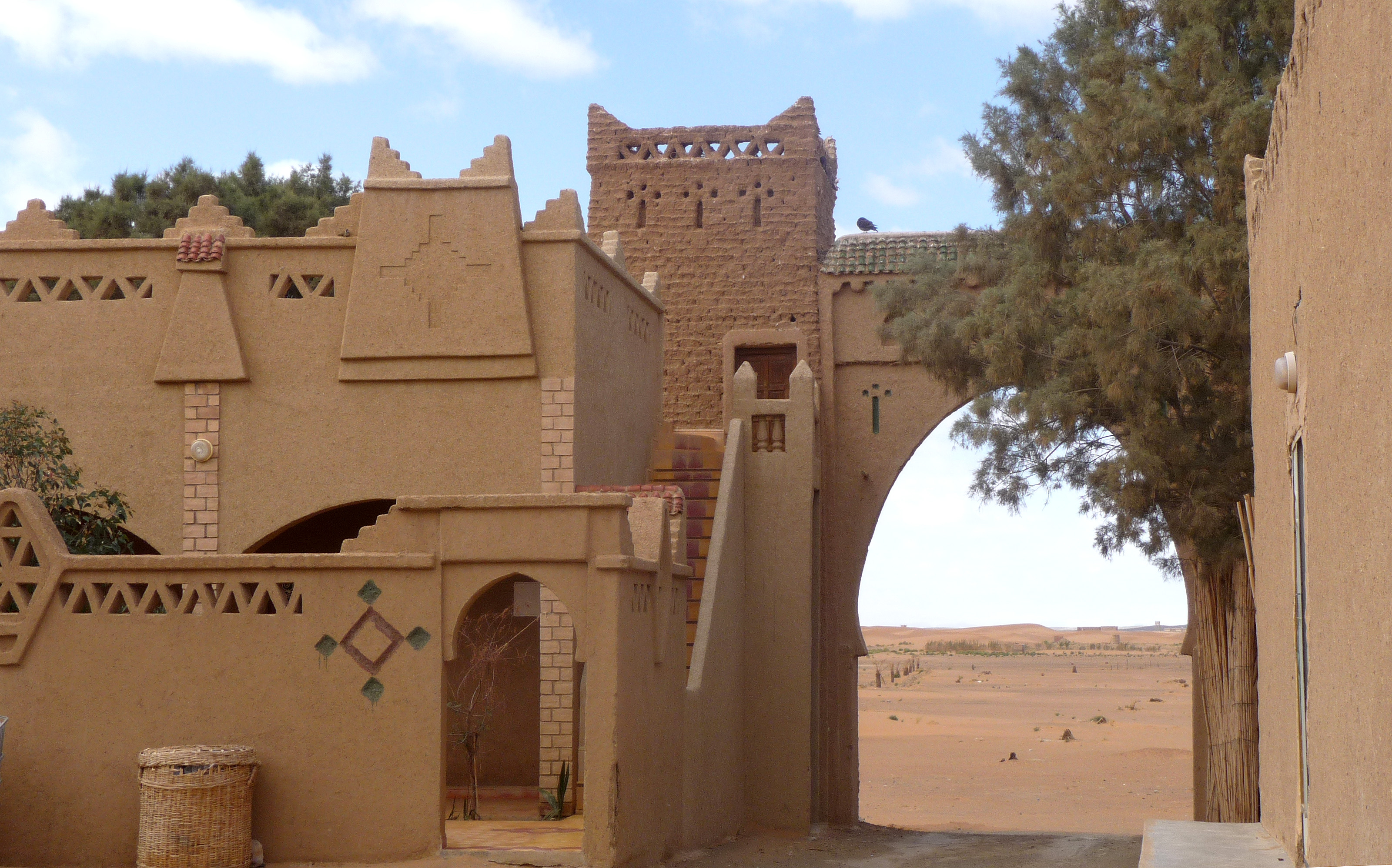
Neue und alte Lehmbauten
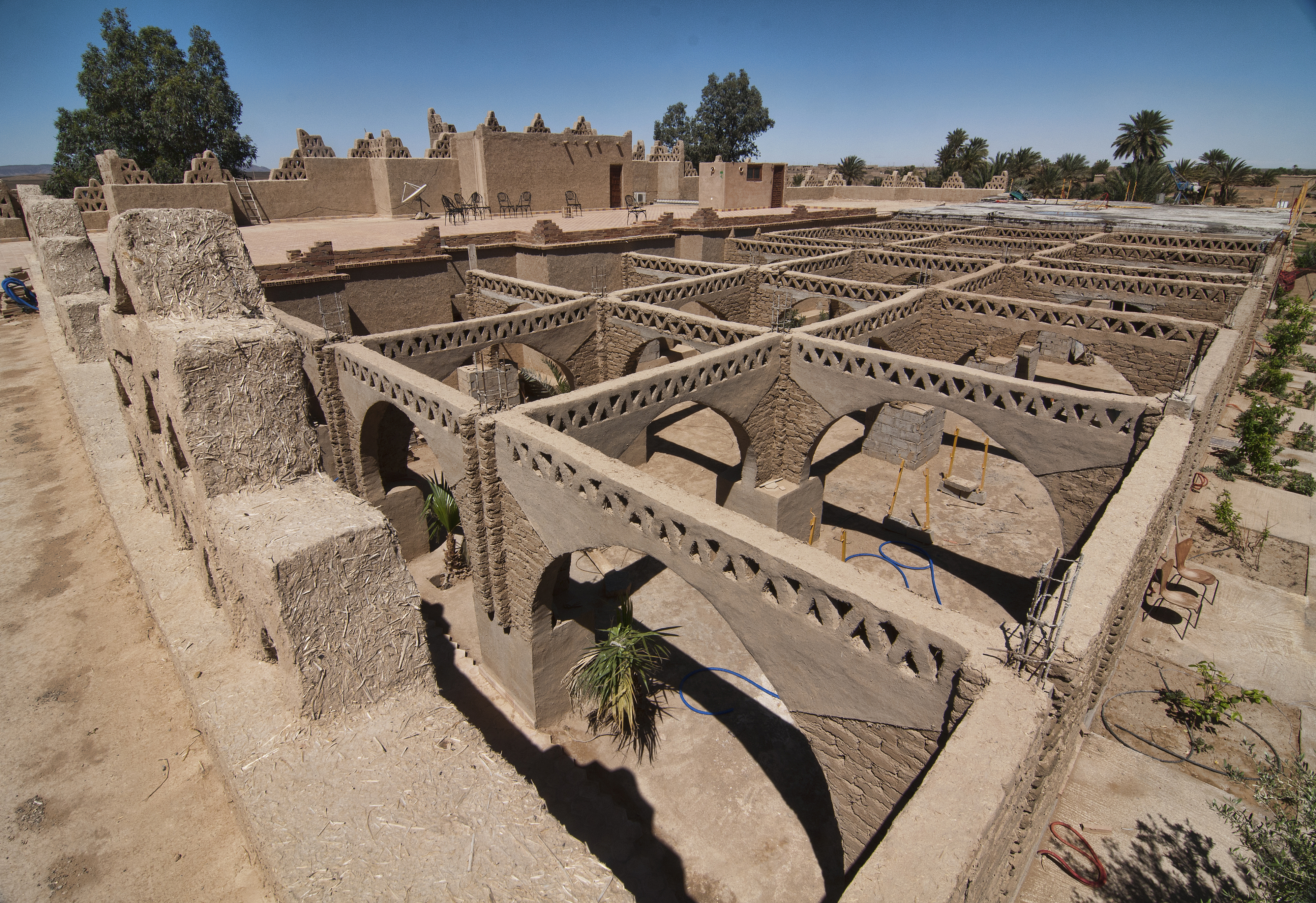
Rohbauten aus Lehmziegelbögen
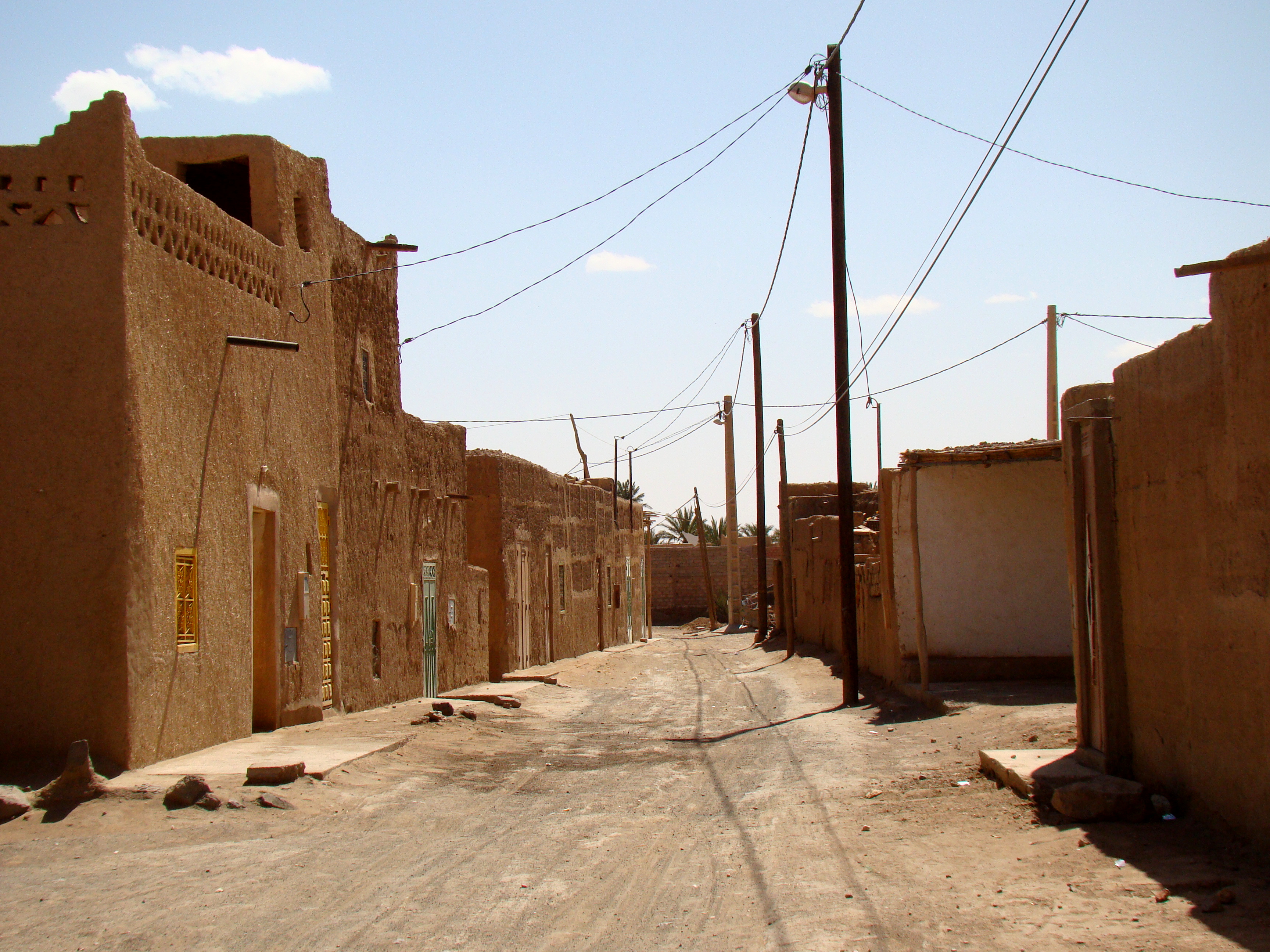
Straßenbild
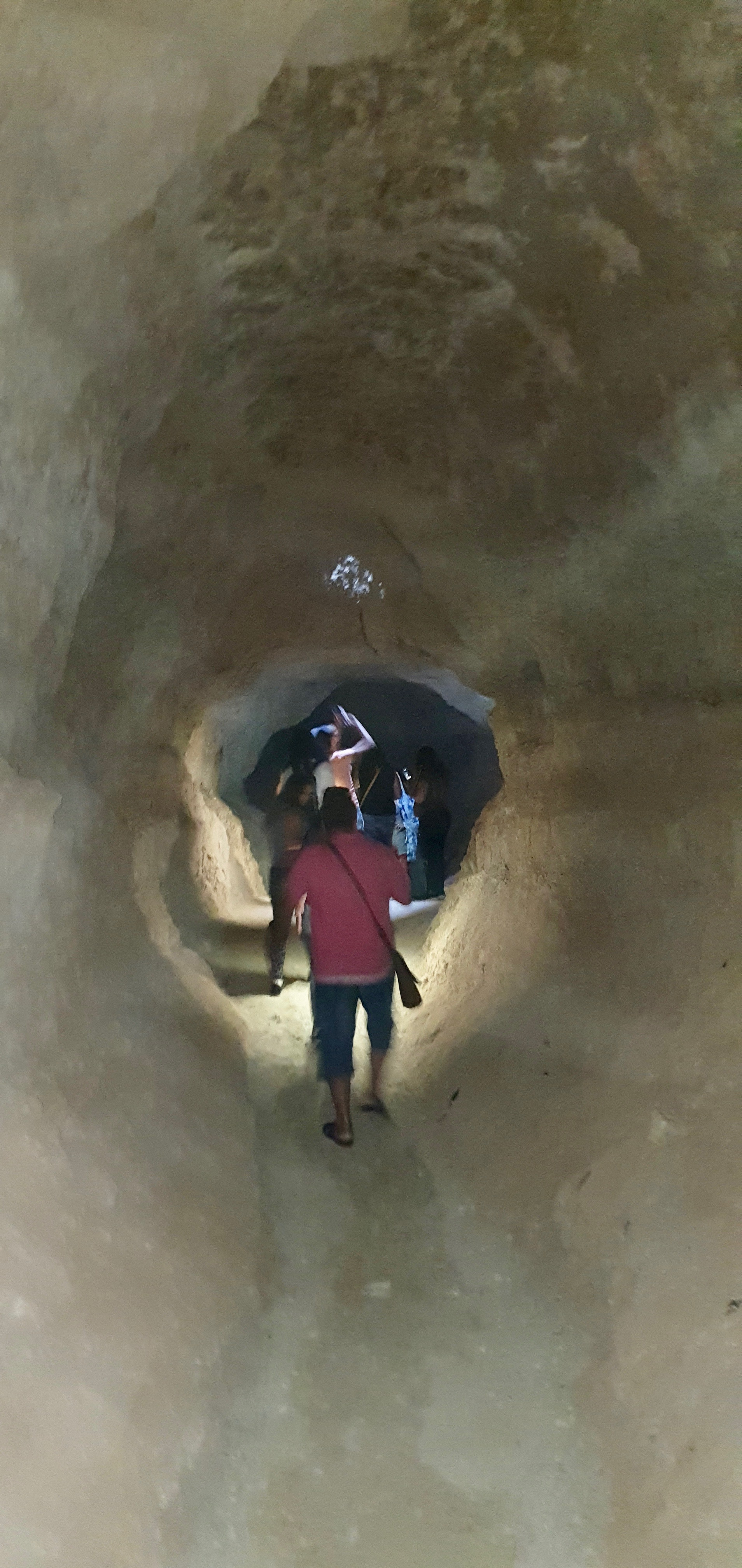
Qanat